# 測量員6號
測量員6號是美國探測月球的測量員計畫中，第六艘登陸月球的測量員太空船。
- 於1967年11月7日發射；1967年11月10日著陸。
- 著陸時質量：299.6公斤 (660.5 磅)

測量員6號登陸於中央灣，總共傳送30,027張照片回地球。
這艘太空船是美國的測量員計畫成功在月球表面軟著陸的第四艘太空船，並獲取登陸地點周邊的電視影像，測定月球土壤中化學元素的豐度，獲取接觸時的動態資料，獲得熱和雷達反射的資料，並進行一個毫米引擎的腐蝕實驗。幾乎與測量員5號完全相同，這艘太空船西帶了電視攝影機，在登陸腳上安裝了一個小磁棒，還有α散射儀和所需要的工程設備。它於1967年11月10日登陸在中央灣，座標位置為北緯0.49度，西經1.40度（月面學座標）－位於可見月面半球的中心。這艘太空船完成所有計劃的目標，成功完成測量員計畫在阿波羅任務前應完成的工作。在1967年11月24日，太空船因為月球的夜晚來臨而關閉了兩星期。在1967年12月14日恢復了接觸，但沒有再獲得有用的資料。
對月球土壤的調查已經使用攝影和α粒子散射法完成。相似的儀器，APXS（α粒子X射線光譜儀），在幾次的火星任務中被廣泛的使用。
測量員6號進一步的測試太空中所需要的技術，在1967年11月17日10:32UT重新點燃引擎2.5秒，首度在月球上起飛。這次產生150Ibf（700牛頓）的推力，太空船飛離月球表面12尺（4公尺），在向西方移動了8尺（2.5公尺）之後，這艘太空船再一次成功的在月球軟著陸，並依照原先的設計繼續運作。

## 科學儀器

### 電視
電視攝影機包括一個光導攝像管，焦長25和100厘米的鏡頭、快門、偏光濾鏡（相對的，之前的攝影機上使用的是彩色濾光片）和虹膜，以近乎垂直的裝入，上面安裝了以步進馬達控制，可以在方位和高度上調整的鏡子。偏光濾鏡處理和分析檢測儀器獲得的月球表面散射光的線性偏光成分。一個輔助的鏡子可以用來查看太空船下方的月球表面。對月球表面上從一個框架到另一個框架的調整範圍，在方位上超過360度，在Z軸上的調整範圍從地平上接近90度至地平下60度。600條和200條掃描線的模式都可以使用。每張200條線的完整照片，透過全向性天線每61.8秒傳送一幅，使用1.2千赫茲的頻寬，需要20秒的時間掃描。大部分的影像都使用600條掃描線透過定向天線傳送，每3.6秒可以傳送一幅。從光導攝像管讀取600條的影像理論上只需要1秒鐘，使用的頻寬則是22萬赫茲。由於在光學上重新設計過鏡罩，因此光學表面比之前任何一次任務的都要乾淨。電視影像以塗佈長效性磷的慢速監視器呈現。這種長效性的選擇與影像播放速率能做最佳的匹配。每幅電視影像在接獲識別的訊號時開始顯示，並被與傳入影像相容的速率即時顯示在監視器上，這些資料都被影像磁帶機和70厘米的影帶記錄下來。這些相機執行的非常良好，在數量和影像的品質上都表現得很好。在月球的登陸、再登陸、和日落前的第一天月球日，1967年11月24日，共傳送回29,914張影像傳送回地球。

### α散射表面分析儀
α-散射表面分析儀是設計用在直接測量月球表面主要元素的豐度。這個儀器有一個α輻射源（鋦 242）由底部100毫米直徑的開口向外照射，這些樣品由分成平行的兩列，但有獨立的帶電粒子檢測系統來檢測。一個系統，包含兩個感測器，檢測來自月球表面的α粒子散射的能譜；另一個系統，包含4個感測器，檢測與月球表面物質作用（α粒子和質子）反應後產生的質子的能譜。每個探測器的收集都被連接到脈衝高度分析儀。一個位於太空船的隔離艙內數位化的電子包裹，在實驗進行時，持續不斷的將信號傳送至地球。除了在樣本中的氫、氦和鋰，光譜中包含了主要元素的定量資訊。鋦被在內側底部的鍍金感測器頭散射和收集在準直的薄膜，這導致背景的噪音逐漸增加和對重元素的敏感性在技術上的減少。在操作的第二天就有一個質子檢測器因為噪音被關閉。從1967年11月11日至11月24日總共觀測了43小時的資料，最後的資料是在當地日落後4小時。但是，在太空船忙碌操作的1967年11月17日，為了繼續檢測太陽和宇宙射線的質子，檢測器的傳感頭是倒置的。因此，對月球表面物質的化學分析目的只有在操作的最初30小時內取得的。而在這段期間內，有27小時又44分鐘的資料是沒有雜訊的。

### 成就
測量員6號是由在巴塞迪那的噴射推進實驗室監督下，首次在月球表面重新發射的火箭。測量員實際上使用這種小型的噴射引擎使自己離開了月球，移動了10尺，到達月球表面上另一個地點。

## 外部連結
- 測量員計畫的結果 (PDF) 1969年 （页面存档备份，存于）(英文)